# 魔法を聴く人
『魔法を聴く人』（まほうをきくひと）は、伊東歌詞太郎の4枚目のフルアルバム。2023年11月8日にビクターエンタテインメントから発売された。

## 概要
前作『三千世界』から約1年9か月ぶり、フルアルバムとしては『二天一流』以来約6年ぶりのリリースとなり、「Storyteller」シリーズと題して4か月連続で配信リリースされた「Storyteller」「Senseitoseito」「Virtualistic Summer」「STARLIGHT」と、TVアニメ「虫かぶり姫」のエンディングテーマとなっている「革表紙」に新曲を加えた全10曲が収録されている。
本作は、通常盤と初回限定盤の2形態での発売となり、初回限定盤DVDには「ワンマンLIVEツアー2023『Storyteller ～Let there be light～』＠Zepp DiverCity」のオフショット映像や、本人による音声解説付きの「Storyteller」シリーズ楽曲のミュージックビデオが収録されている。
ジャケットデザインはみっ君が手掛けている。
2023年11月1日に「singer.song.writers.(alpinist.)」と「ランダムウォーク」のミュージックビデオのショートバージョンが公開された。

## 収録内容
| #         | タイトル                            | 作詞         | 作曲                 | 編曲               | 時間  |
| --------- | ----------------------------------- | ------------ | -------------------- | ------------------ | ----- |
| 1.        | 「Virtualistic Summer」             | 烏屋茶房     | 烏屋茶房             | 烏屋茶房           | 4:22  |
| 2.        | 「Live Life 〜1秒の奇跡〜」         | 伊東歌詞太郎 | E.S.E.               | E.S.E.             | 3:39  |
| 3.        | 「senseitoseito」                   | タナカ零     | タナカ零             | タナカ零           | 4:45  |
| 4.        | 「STARLIGHT」                       | マキシコーマ | マキシコーマ         | マキシコーマ       | 3:03  |
| 5.        | 「革表紙」                          | 伊東歌詞太郎 | 伊東歌詞太郎         | 横山裕章           | 4:21  |
| 6.        | 「都会の風景」                      | 伊東歌詞太郎 | 伊東歌詞太郎         | akkin              | 4:00  |
| 7.        | 「ランダムウォーク」                | 伊東歌詞太郎 | 関口シンゴ           | 関口シンゴ         | 3:42  |
| 8.        | 「先生と生徒」                      | 伊東歌詞太郎 | 伊東歌詞太郎         | 青柳諒             | 4:14  |
| 9.        | 「singer.song.writers.(alpinist.)」 | 伊東歌詞太郎 | 伊東歌詞太郎、E.S.E. | E.S.E.             | 3:57  |
| 10.       | 「Storyteller」                     | 伊東歌詞太郎 | 伊東歌詞太郎         | 吉村彰一、西野将哉 | 3:32  |
| 合計時間: | 合計時間:                           | 合計時間:    | 合計時間:            | 合計時間:          | 39:35 |

## 演奏
- E.S.E：Guitar (#2.9)
- 谷崎舞：Violin & Viola (#2)
- 比田井修：Drums (#6)
- 高間有一：Bass (#6)
- akkin：Guitar (#6)
- 関口シンゴ：All Instruments (#7)
- 青柳諒：Guitar, All Other Instruments ＆ Programming (#8)